# Iris germanica

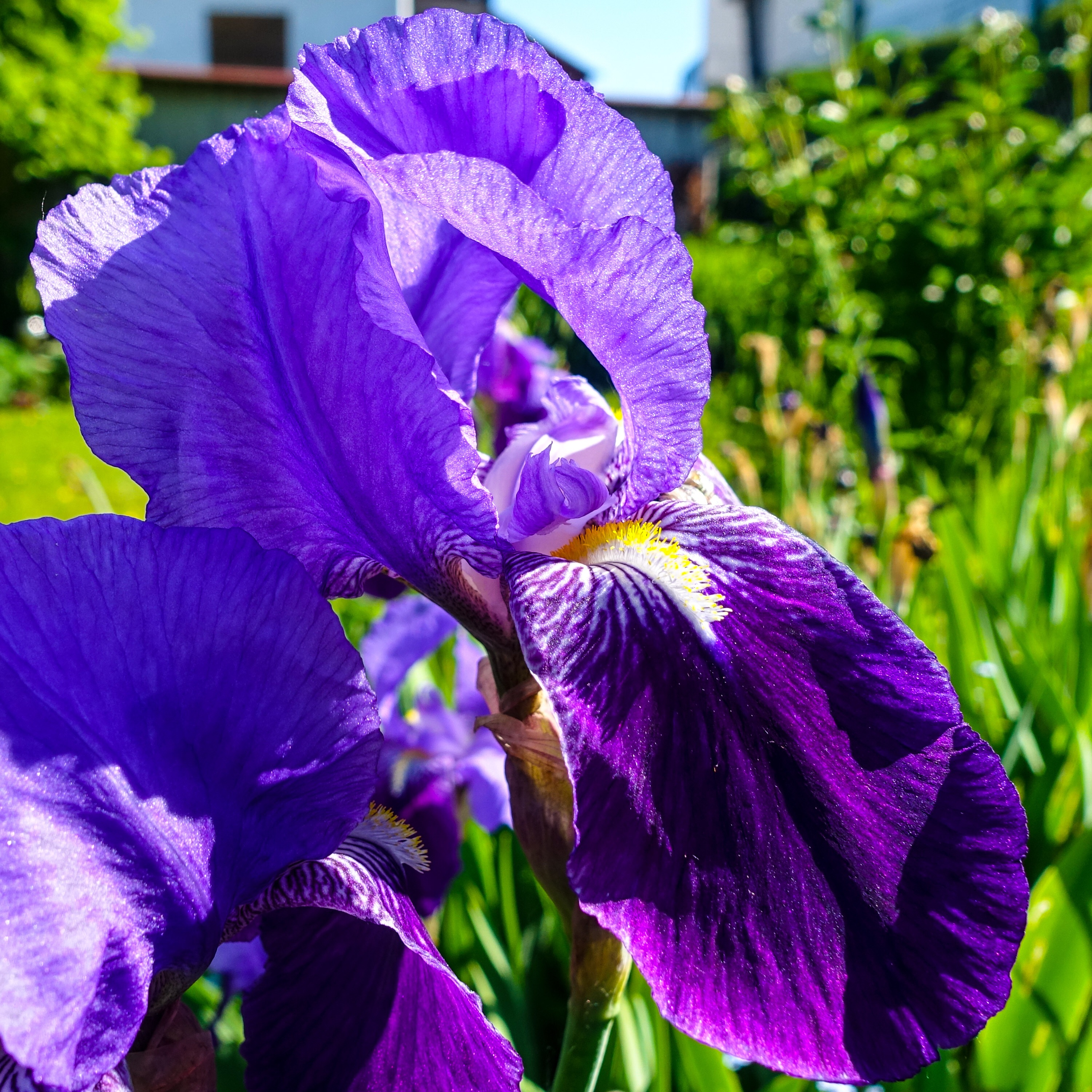
Variedad púrpura

Iris germanica  es una especie de la familia Iridaceae, es la variedad de jardín más común de los iris barbados. Es una planta bulbosa perenne que se considera invasiva [cita requerida] por su facilidad de propagación. Crece en cualquier tipo de suelo.

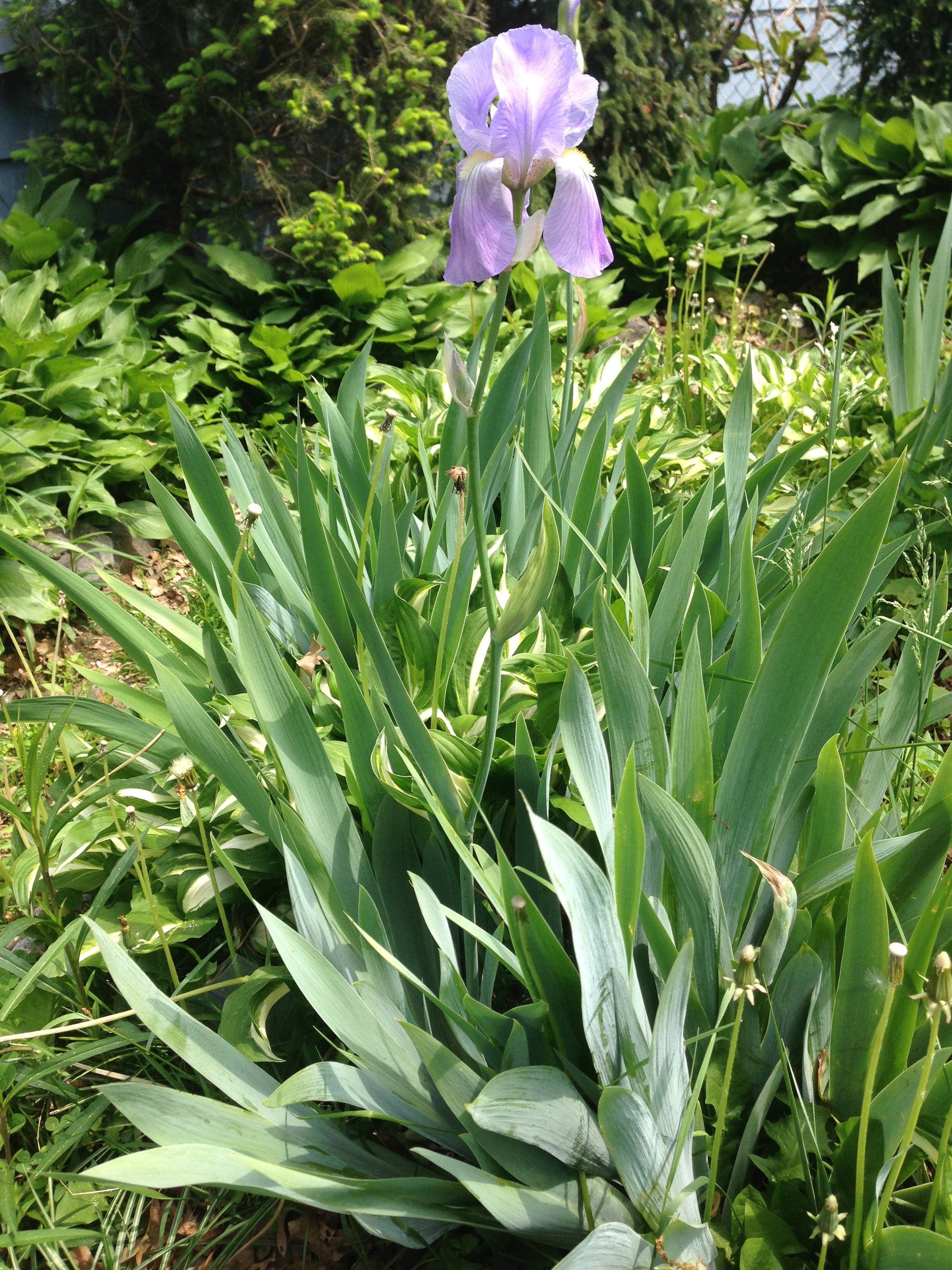
Vista de la planta

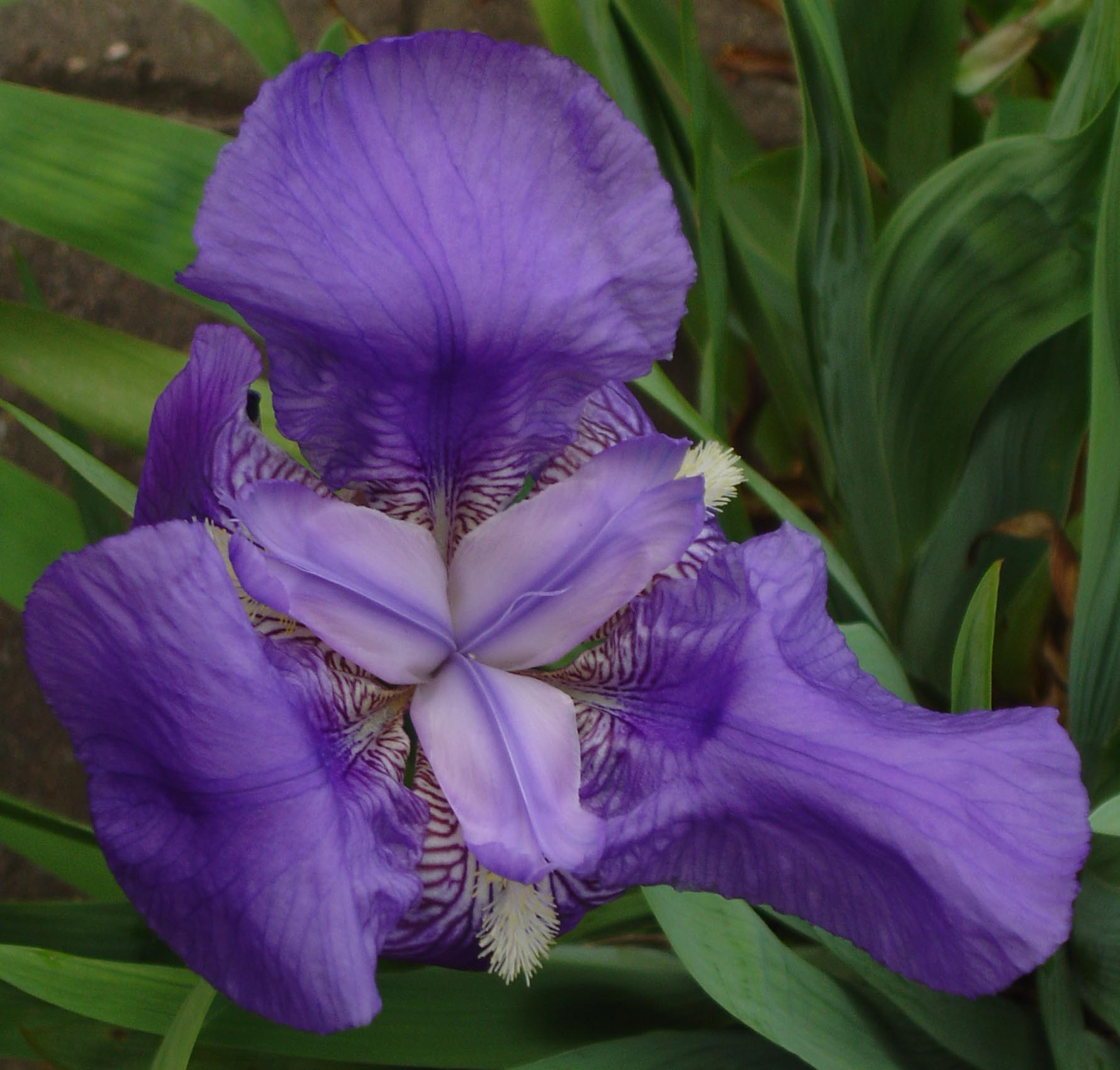
Detalle de la flor

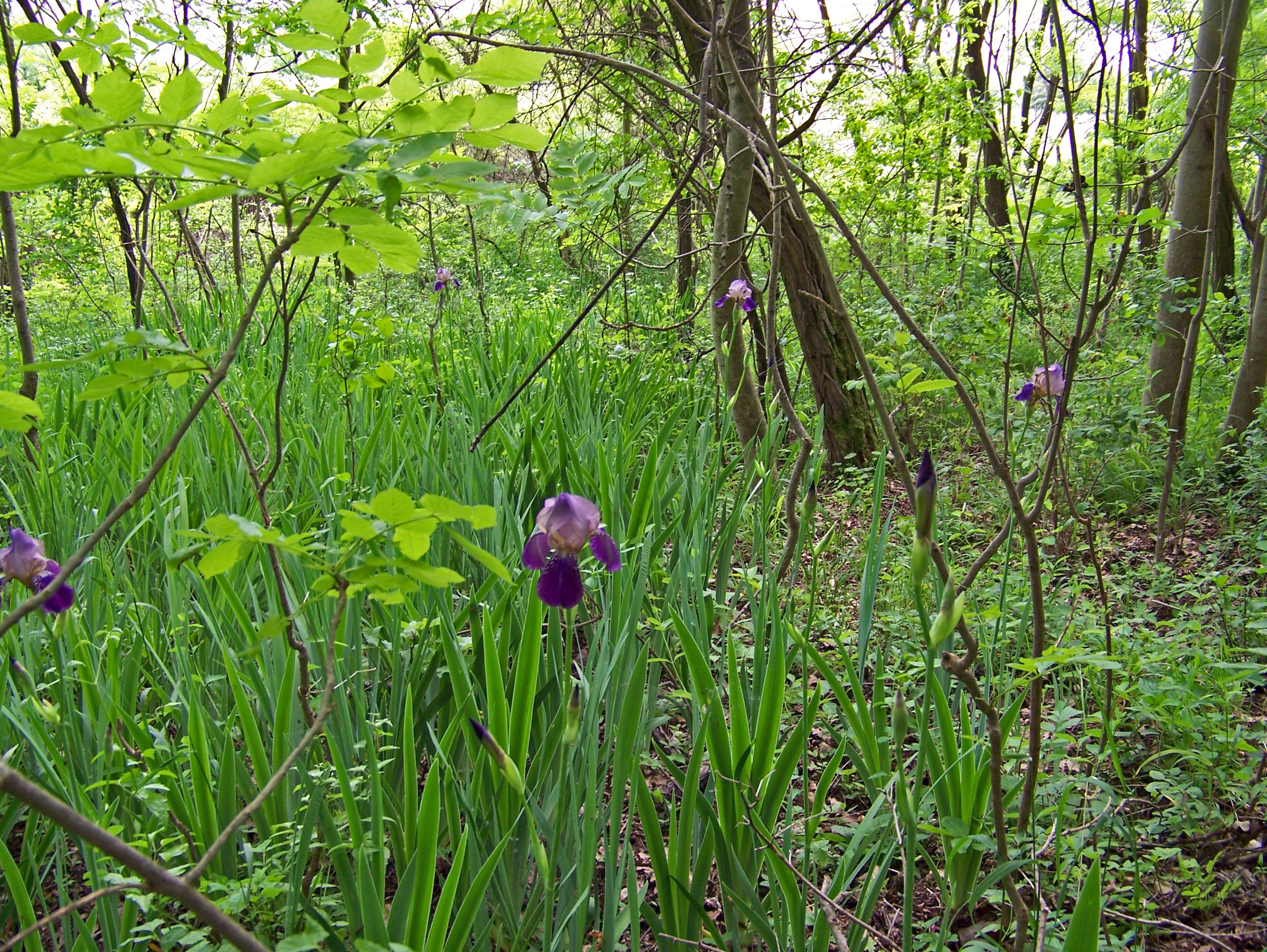
En su hábitat

## Descripción
Las hojas son basales, lineales, entre 3 a 10 de más de 40 cm de largo y 3 cm de ancho en forma de espada, lustrosas y de color verde medio.
Las inflorescencias surgen de un tallo terminal con hojas en la base y desnudo a medida que se acerca al ápice. Las flores tienen tres sépalos extendidos y curvados hacia fuera, de forma ovada y entre 8 y 12 cm de largo por unos 6 de ancho. Son glabros excepto la nervadura central cubierta de pitillos de unos 3 mm., blanco amarillentos o con tonos púrpura. Los pétalos son tres también, se extienden erectos y se doblan sobre la parte fértil de la flor. Iris germanica no forma bulbos sino que crece a través de un rizoma que se ramifica horizontalmente.
Florece desde la primavera hasta el verano. La floración es relativamente breve, pero existen algunos cultivares reflorecientes como "Again and Again" que pueden volver a dar flores en otoño e incluso hasta diciembre si se mantienen bien alimentados. 
Existen numerosas variedades, como Iris germanica florentina y cultivares en una gama de colores prácticamente completa. Abarca desde el blanco puro hasta un morado casi negro, del amarillo limón a un rosa fuerte pasando por el naranja o rojo y del violeta más pálido a un azul intenso pavo real o púrpura. En ocasiones pueden aparecer detalles verdes o marrones. Las flores pueden ser uniformes, bicolores, o presentar atigrados, salpicados, degradados de colores y rebordes de distinto color. Los estambres de I. germanica siempre tienen forma de cepillo (Lo clasifican dentro del grupo de Iris denominados barbados). Estos cepillos pilosos pueden ser de cualquier color (azules, rojos, naranjas, blancos o amarillos) y a menudo contrastan agradablemente con el resto de la flor.
Los cultivares pueden clasificarse en diferentes grupos por la altura del tallo floral, incluyendo cultivares mini (15 cm), medios (60 cm) y altos que superan el metro de altura. Las flores pueden emitir una fragancia dulce más o menos intensa o carecer totalmente de ella dependiendo del cultivar.

## Historia
En el edicto de Carlomagno Capitulare de villis vel curtis imperii aparece mencionada con el nombre de lilium.

## Propiedades

### Principios activos
Aceite esencial (0,2%): cetonas (ironas: alfa, beta y gamma, neo-alfa, iso-alfa, neo-iso-alfa, neo-beta, neo-gamma; iso-gamma y neo-iso-gamma-irona), sesquiterpenos, cetonas, ácido mirístico; flavonoides (isoflavonas): irilona, irisolona. beta-sitosterol, almidón, mucílagos, oxalato cálcico.

### Usos medicinales
Se usa el rizoma. A dosis bajas actúa como expectorante, demulcente (antiinflamatorio, hidratante) y diurético. En dosis mayores, como emético. Indicado para bronquitis, asma, enfisema; espasmos gastrointestinales. Estomatitis y molestias de la dentinción, en uso externo. En dosis elevadas es un purgante drástico. En estado fresco, puede producir gastritis y vómitos. Tópicamente puede originar dermatitis de contacto. Se debe emplear con precaución por su ligera toxicidad.

## Taxonomía
Iris germanica fue descrita por Carlos Linneo y publicado en Species Plantarum 1: 38. 1753.
Etimología
Iris: nombre genérico llamado así por Iris la diosa griega del arco iris.
germanica: epíteto geográfico que alude a su localización en Germania.
Citología
Número de cromosomas de Iris germanica (Fam. Iridaceae) y táxones infraespecíficos: 2n=36.
Sinonimia
- Iris × florentina L., Syst. Nat. ed. 10, 2: 863 (1759).
- Iris × sambucina L., Syst. Nat. ed. 10, 2: 863 (1759).
- Iris × squalens L., Syst. Nat. ed. 10, 2: 863 (1759).
- Iris × nostras Garsault, Fig. Pl. Méd. 1: t. 23a (1764).
- Iris × lurida Aiton, Hort. Kew. 1: 68 (1789).
- Iris × murorum Gaterau, Descr. Pl. Montauban: 30 (1789).
- Iris × latifolia Gilib., Exerc. Phyt. 2: 497 (1792), contrary to Art. 32.7 ICBN (2000).
- Iris × officinalis Salisb., Prodr. Stirp. Chap. Allerton: 43 (1796).
- Iris × spectabilis Salisb., Prodr. Stirp. Chap. Allerton: 43 (1796).
- Iris × vulgaris Pohl, Tent. Fl. Bohem. 1: 46 (1809).
- Iris × amoena DC. in P.J.Redouté, Liliac. 6: t. 336 (1811).
- Iris × pallida Ten., Fl. Napol. 3: 36 (1811), nom. illeg.
- Iris × neglecta Hornem., Hort. Bot. Hafn. 1: 55 (1813).
- Iris × violacea Savi, Bot. Etrusc. 2: 9 (1815).
- Iris × nepalensis Wall. ex Lindl., Bot. Reg. 10: t. 818 (1824).
- Iris × laciniata Berg, Flora 16(1 Beibl.): 28 (1833).
- Iris × venusta J.Booth ex Berg, Flora 16(1 Beibl.): 31 (1833).
- Iris × repanda Berg, Flora 18: 565 (1835).
- Iris × superba Berg, Flora 18: 567 (1835).
- Iris × tardiflora Berg, Flora 18: 566 (1835).
- Iris × deflexa Knowles & Westc., Fl. Cab. 2: 19 (1838).
- Iris × humei G.Don in J.C.Loudon, Encycl. Pl., Suppl. 1: 1150 (1841).
- Iris × redouteana Spach, Hist. Nat. Vég. 13: 56 (1846).
- Iris × australis Tod., Nuov. Gen. Sp.: 49 (1861).
- Iris × atroviolacea Lange, Bot. Tidsskr. 13: 18 (1882).
- Iris × florentina var. pallida Nyman, Consp. Fl. Eur.: 700 (1882).
- Iris variegata var. lurida (Aiton) Nyman, Consp. Fl. Eur.: 700 (1882).
- Iris × biliottii Foster, Gard. Chron. 1887(1): 738 (1887).
- Iris × trojana A.Kern. ex Stapf, Verh. K. K. Zool.-Bot. Ges. Wien 37: 650 (1887).
- Iris × cypriana Foster & Baker, Gard. Chron. 1888(2): 182 (1888).
- Iris × suaveolens (N.Terracc.) A.Terracc., Nuovo Giorn. Bot. Ital., n.s., 1: 182 (1894), nom. illeg.
- Iris × mesopotamica Dykes, Gen. Iris: 176 (1913).
- Iris × belouini Bois & Cornuault, Rev. Hort. 87: 547 (1915).
- Iris × varbossania K.Malý, Glasn. Zemaljsk. Muz. Bosni Hercegovini 31: 75 (1919).
- Iris × croatica Prodán, Fl. Dobrudscha Meeresk. Rum.: 15 (1931).
- Iris × nyaradyana Prodán, Bul. Grad. Bot. Univ. Cluj 14: 176 (1934 publ. 1935).
- Iris × macrantha Simonet, Bull. Soc. Natl. Hort. France, VI, 2: 107 (1935).
- Iris × rothschildii Degen, Fl. Veleb. 1: 646 (1936).
- Iris × piatrae Prodán, Ann. Sci. Univ. Jassy, Pt. 2, Sci. Nat. 27: 126 (1941).
- Iris × squalens var. biflora Prodán & Buia, Bul. Grad. Bot. Univ. Cluj 25: 205 (1945).
- Iris × squalens var. rosea Prodán & Buia, Bul. Grad. Bot. Univ. Cluj 25: 204 (1945).
- Iris × croatica Horvat & M.D.Horvat, Acta Bot. Croat. 20-21: 8 (1962), nom. illeg.
- Iris × florentinoides Prodán ex Nyar. in T.Savulescu, Fl. Reipubl. Popul. Roman. 11: 515 (1966).
- Iris × setina Colas., Giorn. Bot. Ital. 123(Suppl. 1): 112 (1989).
- Iris × relicta Colas., Fl. Medit. 6: 214 (1996).[6]

## Nombres comunes
- Español: cárdeno, carrizas, carrucia, cebollas de lirios, cuchillos, espadaina, espadañas, fresilla de monte, ireos de flor blanca, ireos de flor púrpura, iris, lirio, lirio azul, lirio blanco, lirio calzado, lirio cárdeno, lirio común, lirio de campo, lirio de Florencia, lirio de la flor blanca de Florencia, lirio de las parmas, lirio de maceta, lirio de palma, Reina del Agua, lirio morado, lirio morao, lirio morao cultivao, lirio pascual, lirio silvestre, parma, parmito.[4]